# Delincuencia juvenil (película)
 Delincuencia juvenil  es una película de Argentina dirigida por Ricardo Alberto Defilippi sobre el guion de Homero Cárpena que fue producida en 1974 pero no se estrenó comercialmente y tuvo como protagonistas a Eduardo Rudy, Jorge Barreiro, Delia Montero y José María Vilches. Su título alternativo es Morir por nada.

## Reparto
- Eduardo Rudy
- Jorge Barreiro
- Delia Montero
- José María Vilches
- Miguel Herrera
- Guillermo Macro